# Jerry Lee Wells
Jerry Lee Wells (Glasgow, 18 gennaio 1944 – Glasgow, 26 maggio 2014) è stato un cestista statunitense.

## Carriera
Dopo aver frequentato la Ralph Bunche High School, Wells disputò quattro stagioni negli OC Stars della Oklahoma City University. Fu il primo giocatore di colore nella storia dell'università dell'Oklahoma.
Al termine del college venne selezionato al secondo giro del Draft NBA 1966 dai Cincinnati Royals come 16ª scelta assoluta. Un infortunio al ginocchio e il fatto di essere stato arruolato nello US Army gli preclusero la carriera in NBA.

## Palmarès
- All American (1966)[5]